# Моррисон, Грант
Грант Моррисон (англ. Grant Morrison) (род. 31 января 1960 года) — британский писатель, сценарист и создатель комиксов. Известен своими рассказами и работой над такими комиксами как Фантастическая четвёрка (Fantastic Four: 1234), Супермен (All-Star Superman), Бэтмен (Arkham Asylum: A Serious House on Serious Earth, Batman R.I.P.), Флэш (The Flash: The Human Race) и другими.

## Биография

### Ранняя жизнь
Грант Морисон родился в Глазго, Шотландия в 1960 году. Первыми опубликованными писательскими работами Моррисона стали короткие рассказы Gideon Stargrave о одноимённом персонаже для журнала Near Myths в 1978 году, одни из первых альтернативных комикс-работ в Великобритании. Его работы появились в четырёх из пяти выпусков Near Myths, после чего он стал думать о профессиональной работе в комикс-индустрии и был принят Near Myths. Во время работы он занимался созданием еженедельного комикса Captain Clyde о безработном супергерое из Глазго.

## Предстоящие проекты
Следующим крупным проектом Моррисона станет Multiversity — серия комиксов из восьми уан-шотов, действие которых происходит в 52 Мультивселенной. Моррисон работает над книгой о супергероях Supergods: Our World in the Age of the Superhero, публикация которой в издательстве Random House, Spiegel & Grau планируется в Великобритании летом 2011 года. Кроме книг, Моррисон занят в работе над научно-фантастическим сериалом «Bonnyroad» для BBC вместе с режиссёром Полом МакГиганом и Стивеном Фраем, а также работает над сценарием к фильму «Sinatoro» режиссёра Адама Мортимера, релиз которого намечен на 2012 год. Ранее заявленные проекты, например Warcop, The New Bible и финальная часть трилогии Seaguy, которые были анонсированы в 2008 году на New York Comic-Con, ещё не вышли в свет и находятся в стадии написания.
Multiversity уже выпущен и завоевал читательские симпатии.

### Внешние ссылки
- Grant Morrison в каталоге ссылок Curlie (dmoz)
- «The Story of Zero» — Эротическая проза Гранта Моррисона
- Моррисон, Грант (англ.) на сайте Internet Movie Database
- Расшриенный взгляд Тимоти Каллахана на работу Моррисона
- Видеоинтервью Моррисона DisinfoCon
- Видеоотчёт Гранта Моррисона о свой работе в 2002 году на Alternity show Стивена Кука
- Первая выставка Гранта Моррисона в Лондоне (2002) в рамках проекта Alternity Стивена Кука
- Грант Моррисон (англ.) на сайте Cracked.com
- Deep Space Transmissions (англ.) Сайт с библиографией, коллекцией интервью, аннотациями и списками неопубликованных работ Гранта Моррисона

### Интервью
- Архив интервью Гранта Моррисона (англ.)
- Архив интервью с 1976 по 1997 (англ.)
- Интервью для сайта PopImage (англ.) февраль, 2001 год
- Интервью для Barbelith (англ.) 2 сентября 2002 год
- Вдогонку за профессором М: Интервью с Грантом Моррисоном (англ.) Comic Book Resources, 2 августа 2003 год
- Интервью для сайта PopImage (англ.) 2004 год
- Интервью для сайта Comixfan (англ.) 18 мая 2004 год
- «Время Гранта Моррисона»: Интервью для Newsarama  (англ.) 7 августа 2004 год
- Интервью для сайта Suicide Girls (англ.) 4 марта 2005 год
- Интервью из трёх частей: Final Crisis Гранта Моррисона, Batman и All-Star Superman (англ.) Newsarama, февраль-март 2008 год
- Грант Моррисон: Final Crisis, II: Batman и III: Superman (англ.) Comic Book Resources, 15-17 апреля 2008 год
- Грант Моррисон: Разговор о комиксах, магии, жизни и смерти (англ.) Publishers Weekly, 12 августа 2008 год
- Грант Моррисон: Убийство Бэтмена и Вселенная DC (англ.) IGN, 26 августа 2008
- Грант Моррисон, Бэтмен и супергеройский жанр (англ.) Publisher Weekly, 13 января 2009 год
- Алекс Несс: Интервью с Грантом Моррисоном (недоступная ссылка), ComicNews.info, Moviemotion, Ghaneli  (англ.) 20 января 2009 год
- Гран Моррисон и « Финальный Кризис» (англ.) Publishers Weekly 20 января 2009